# سسک سیاه
سسک سیاه (نام علمی: Setophaga nigrescens) نام یک گونه از سرده شاپرک‌خوارها است.